# Kai Peterson

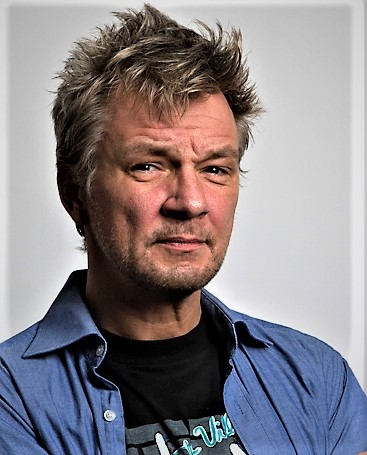
Kai Peterson 2018

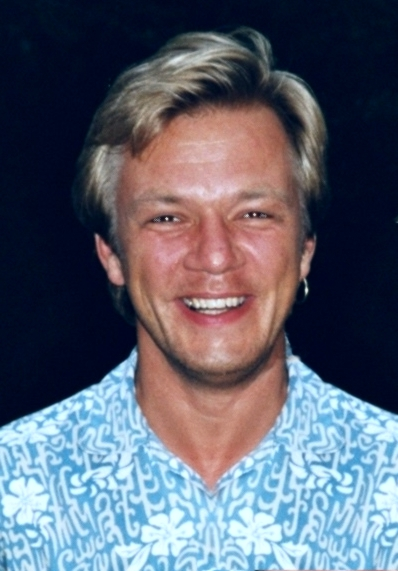
Kai Peterson (2009)

Kai Peterson (* 1962 in Hannover, Niedersachsen) ist ein deutscher Schauspieler, Sprecher, Musikproduzent, Komponist, Texter und Sänger im Bereich Musical, Jazz, Soul und Funk. Seinen Künstlernamen Kai Peterson nahm er 1989 an, heißt aber seit der Heirat mit der Tänzerin Karen Henry bürgerlich Kai-Peter Henry.

## Leben
Kai Peterson ist das erste von drei Kindern von Peter Petrel. Er hat noch zwei jüngere Schwestern.
Peterson besuchte die Freie Waldorf-Schule Hannover, die er 1980 nach der 12. Klasse verließ. In dieser Zeit bekam er Klavier-, Posaunen- und Gitarrenunterricht. Nach einer Ausbildung zum Tontechniker, eineinhalb Jahren Tischlerlehre und einem einjährigen Praktikum als Fotograf schloss er die Fachoberschule Gestaltung in Hannover mit der Fachhochschulreife ab. Er nahm als Schauspieler an Laienspielgruppen in Hannover und Umgebung (z. B. die Holzmarktwürmer) sowie als Kleindarsteller bzw. Statist am Staatsschauspiel Hannover teil. Außerdem erhielt er privaten Schauspielunterricht u. a. bei Hans Clarin in Hannover und Michael Arnold in Innsbruck, besuchte Tanz-Workshops und sang in den hannoverschen Bands Exit 55, Joy & Pain, Fun Key B., Body & Soul. Nach der Ableistung des Zivildienstes beim DRK Stadthagen, zwei Semestern Studiums der Architektur an der FH Holzminden und Gelegenheitsarbeiten verbrachte Peterson ein Jahr in Rom, um dort beim italienischen Fernsehen RAI als Chorsänger zu arbeiten Fantastico 1988 mit Adriano Celentano. Nach kleinen Engagements als Schauspieler folgte 1989 das erste Engagement als Musicaldarsteller an der Münchner Schauspielbühne als Phoebus in der Tourneeproduktion Quasimodo, für die er den Künstlernamen Kai Peterson annahm.
Danach spielte Kai Peterson Haupt- und Nebenrollen in Musicals wie Eric Woolfsons Freudiana (Theater an der Wien), The Rocky Horror Show (Raimund Theater), Elisabeth (Theater an der Wien), West Side Story (Tiroler Landestheater Innsbruck und Sommerfestspiele Amstetten), Blondel (Sommerfestspiele Amstetten), Traummania (Landestheater Mecklenburg), Wake Up, Romeo & Julia, Rebbecca, Rudolf – Affaire Mayerling, Mamma Mia (alle im Raimund Theater), Der Besuch der alten Dame (Ronacher), Ich war noch niemals in New York (Raimundtheater Wien, Apollo Theater Stuttgart, Deutsches Theater München,  Theater des Westens Berlin), Don Camillo und Peppone (Ronacher Wien), "Rock Me Amadeus - das Falco Musical" (Ronacher Wien) und Schauspielstücken wie Die Bernauerin (Volksoper Wien), Kochen mit Elvis (Theater in der Drachengasse Wien), Die Zoogeschichte u.a.
Er tourte mit den Musical-Revuen Best Of Musicals, Die Nacht der Musicals etc. und war mit den A-cappella-Gruppen Montezuma’s Revenge und Main Street in Deutschland, Österreich, den Niederlanden und der Schweiz und arbeitet als Sprecher für Werbung und Synchron bei Helden in Tirol, Marvel-Cartoons.
Kai Peterson arbeitet seit 1995 für seinen eigenen Verlag/Label Soul Made Productions Kai Henry MV als Produzent, Komponist, Texter, Grafiker und Executive Manager und veröffentlichte u. a. CDs mit Thomas Borchert, Mainstreet, Michael Krowas, Drew Sarich & International Victim, Alvin Le-Bass.
Kai Peterson nahm drei Solo-Alben auf (Go With The Flow Of Time - 1995, A Little Bit Of Hope - 2008, „Mastermind“ - 2015). Bei der Interessenvertretung der österreichischen Musikergilde und dem VOICE Sprecherverband ist Peterson Vorstandsmitglied und seit 2002 einer der Betriebsräte der Künstler der VBW.

## Diskografie

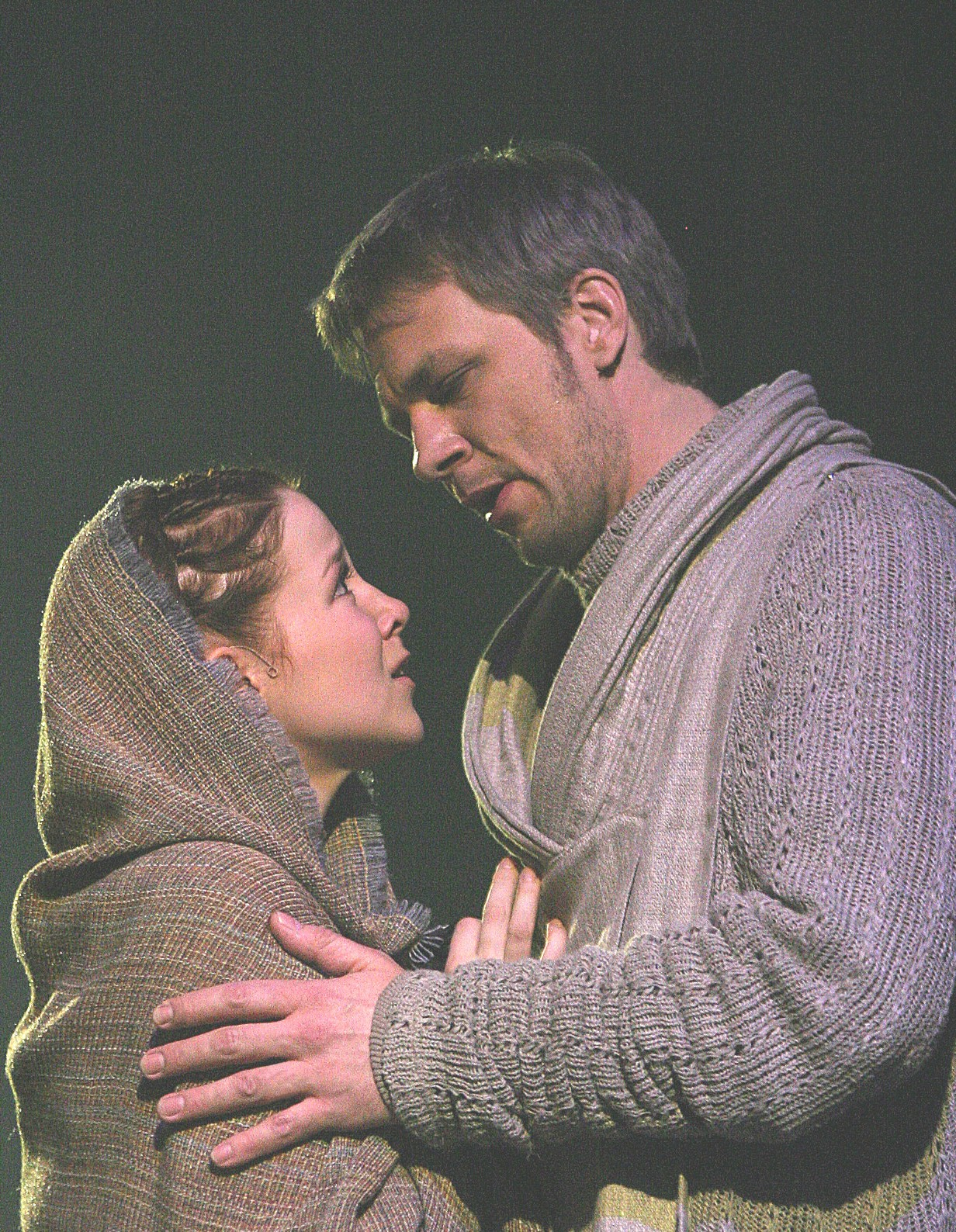
Kai Peterson in ROMEO & JULIA als Lorenzo - Raimundtheater, Wien (Österreich)

### Produzent
(Album - Künstler - Label)
- Mix It Up (Kai Peterson) - Co-Producer - DOUBLE YOU REC
- Go With The Flow Of Time (Kai Peterson) - Co-Producer - DOUBLE YOU REC.
- Vienna BLUES Vol.1 (various) - Producer - SOUL MADE PRODUCTIONS
- Slide (Cedric) - Producer - SOUL MADE PRODUCTIONS
- Wödhits.Ohne Kapö'n (Mainstreet) - Producer -  SOUL MADE PRODUCTIONS
- A Cappella (Mainstreet) - Producer - SOUL MADE PRODUCTIONS
- Double Density Live „Ambivalence“ (Montezuma's Revenge) - Producer - MULTIDISK
- Deep In Your Soul (Mark Janicello) - Producer -  MUSICA
- I glaub des kannst vagessn (Menschenfreund) - Producer - SOUL MADE PRODUCTIONS
- Mehr als Jedes Wort (Thomas Borchert) Executive Producer - SOUL MADE PRODUCTIONS
- Ruthless Lovesongs (Thomas Borchert) - Producer -  SOUL MADE PRODUCTIONS
- thomas' tierische themen (Thomas Borchert) - Producer - SOUL MADE PRODUCTIONS
- Deep In Your Soul:::Sundance Music:::Crossover Jazz 2 (Peter Petrel) - Executive Producer - SOUL MADE PRODUCTIONS
- DeLuxe (Thomas Borchert) - Producer SOUL MADE PRODUCTIONS
- I.V. (International Victim) - Executive Producer - SOUL MADE PRODUCTIONS
- A Man Like Me (Alvin Le-Bass) - Producer - SOUL MADE PRODUCTIONS
- Strictly Musical - live (Thomas Borchert) - Producer -  SOUL MADE PRODUCTIONS
- Jazz We Can (Peter Petrel & Good Old Friends) - Producer - SOUL MADE PRODUCTIONS
- "Mastermind" (Kai Peterson & Big Band) - Producer - SOUL MADE PRODUCTIONS

### Sänger
(Song/Albumtitel - Künstler - Label)
- „Mastermind“ - EXIT 55 - Exit 55
- „Man At The Bus Stop“ - QUIET FORCE - Peppermint Park Records
- „Love Or War“ - FUN KEY B. - Peppermint Park Rec.
- „FREUDIANA - DEUTSCHE ORIGINAL AUFNAHME“ - EMI-ELECTROLA
- „Mix It Up“ - KAI PETERSON - Double You Rec.
- „Stay With Me“ - MAIN STREET - Thema Rec.
- „Go With The Flow Of Time“ - KAI PETERSON - Double You Rec.
- „The Best Of Musicals“ - VIENNA MUSICAL COMPANY - Double You Rec.
- „Highlights aus Film und Musicals“ - BLUE MOON EXPERIENCE - PG Rec.
- „So They Say/Vienna BLUES Vol.1“ - THOMAS BORCHERT & KAI PETERSON - SOUL MADE PRODUCTIONS
- „Theme Song/SANTA CLAUS X -mas Musical“ mit/with SANDRA PIRES - Gabriel Rec.
- „A Cappella“ - MAIN STREET - SOUL MADE PRODUCTIONS
- „DIE DREI VON DER TANKSTELLE“ – Musical Original-Aufnahme – BMG
- „Wödhits. Ohne Kapö'n“ - MAIN STREET – SOUL MADE PRODUCTIONS
- „Double Density“ - MONTEZUMA'S REVENGE - Double Density - Zuma Records
- „Here I Am“ - SANDRA PIRES - BMG-AUSTRIA
- „Moment Of Glory“ - SCORPIONS - Moment of Glory - EMI London-Classics
- „Atemlos“ - ATEMLOS - EDEL
- „Diverse“ V.S.O.P. - DINO
- „Diverse“ - LEANDRO - EDEL
- „WAKE UP - Original Cast Recording“ - BMG
- „Borchert DeLuxe“ - THOMAS BORCHERT - SOUL MADE PRODUCTIONS
- „ROMEO & JULIA - Original German Cast Recording“ - Hit Squad/BMG
- „REBECCA - Original Cast Recording“ - Hit Squad/BMG
- „A Little Bit Of Hope“ - KAI PETERSON & THE RENS NEWLAND MIXTET - jive music austria
- „A Man Like Me“ - ALVIN LE-BASS - SOUL MADE PRODUCTIONS
- „Jazz We Can“ - PETER PETREL & GOOD OLD FRIENDS - SOUL MADE PRODUCTIONS
- „Mastermind“ - KAI PETERSON & BIG BAND - SOUL MADE PRODUCTIONS